# Бетейтива
Бетейтива (исп. Betéitiva) — небольшой город и муниципалитет в центральной части Колумбии, на территории департамента Бояка. Входит в состав провинции Вальдеррама.

## История
Поселение, из которого позднее вырос город, было основано в 1556 году. Муниципалитет Бетейтива был выделен в отдельную административную единицу в 1754 году.

## Географическое положение

Муниципалитет Бетейтива

Город расположен на северо-востоке центральной части департамента, в горной местности Восточной Кордильеры, к западу от реки Чикамоча, на расстоянии приблизительно 68 километров к северо-востоку от города Тунха, административного центра департамента. Абсолютная высота — 2588 метров над уровнем моря.
Муниципалитет Бетейтива граничит на севере с территорией муниципалитета Белен, на северо-востоке — с муниципалитетом Пас-де-Рио, на востоке — с муниципалитетом Таско, на юге — с муниципалитетами Корралес и Бусбанса, на юго-западе — с муниципалитетом Флореста, на северо-западе — с муниципалитетом Серинса. Площадь муниципалитета составляет 123 км².

## Население
По данным Национального административного департамента статистики Колумбии, совокупная численность населения города и муниципалитета в 2015 году составляла 2069 человек.
Динамика численности населения муниципалитета по годам:
| 2005 | 2006 | 2007 | 2008 | 2009 | 2010 | 2011 | 2012 | 2013 | 2014 | 2015 |
| ---- | ---- | ---- | ---- | ---- | ---- | ---- | ---- | ---- | ---- | ---- |
| 2479 | 2441 | 2402 | 2363 | 2323 | 2282 | 2241 | 2199 | 2156 | 2113 | 2069 |

Согласно данным переписи 2005 года мужчины составляли 47,6 % от населения Бетейтивы, женщины — соответственно 52,4 %. В расовом отношении всё население города составляли белые и метисы.
Уровень грамотности среди всего населения составлял 81,9 %.

## Экономика
Основу экономики Бетейтивы составляет сельское хозяйство.

78,9 % от общего числа городских и муниципальных предприятий составляют предприятия торговой сферы, 18,4 % — предприятия сферы обслуживания, 2,6 % — промышленные предприятия.